# Paul Lardry
Paul Louis Joseph Lardry, né le 2 septembre 1928 à Montceau-les-Mines et mort le 24 janvier 2012 à Toulon, est un militaire français.

## Biographie
Il a été élève au Lycée militaire d'Autun, puis élève à Saint Cyr au sein de la promotion "général Frère". Il commence sa carrière militaire au 27e bataillon de chasseurs alpins à Annecy. En 1951, il rejoint la Légion étrangère. Il effectue alors un séjour en Indochine dans les rangs de la 13e Demi brigade de Légion étrangère, séjour pendant lequel il est blessé. Il reçoit alors la croix de guerre des TOE (deux palmes, deux étoiles) et à son retour, il est affecté au Maroc au sein du 4e R.E.I en 1955.
Il sert en Algérie, ou il est cité quatre fois avec croix de la Valeur militaire (1 palme, 3 étoiles). Il commande notamment la 2e compagnie saharienne portée de Légion étrangère.
Au début des années 1960, il est capitaine au 1er R.E à Aubagne puis il suit les cours de l'École supérieure de guerre, et sert ensuite comme lieutenant-colonel en état-major à Paris au début des années 1970.
En 1974 il reçoit le commandement de la 13e DBLE Il est promu au grade de colonel en 1975 et reçoit la cravate de commandeur de la Légion d'honneur en 1976. Il quitte le commandement de la 13e DBLE à l'été 1976. Il commande ensuite les éléments français au Tchad de février à septembre 1980.
Il est nommé en première section des officiers généraux, au grade de général de brigade en qualité de commandant de la Légion étrangère poste qu'il occupe de 1980 à 1982, puis il est promu au grade de général de division. Il est alors nommé commandant les Forces armées du Sud de l'Océan Indien stationné à La Réunion en 1983. 
En 1986 il prend rang et appellation de général de corps d'armée. Il commande la FAR (Force d'action rapide) et organise l'année suivante les manœuvres "Moineau Hardi" en Allemagne. En 1988 il est promu aux rang et appellation de général d'armée, il quitte le commandement de la FAR. Il est admis en deuxième section des officiers généraux en 1991.
Il est marié, il a une fille et plusieurs petits enfants.

## Distinctions
|  |  |  |
|  |  |  |
|  |  |  |

- Grand croix de la Légion d'honneur[2]
- Grand croix de l'ordre national du Mérite
- Croix de guerre des Théâtres d'opérations extérieurs
- Croix de la Valeur militaire
- Médaille coloniale avec agrafe « EO » brevet n° 504252/1953 et agrafe « Tchad »
- Médaille commémorative de la campagne d'Indochine avec 2 étoiles des blessés
- Médaille commémorative des opérations de sécurité et de maintien de l'ordre en Afrique du Nord avec agrafe « Maroc » - « Algérie » "Sahara"

## Sources
- Répertoire des chefs de corps
- Centre de documentation de la Légion étrangère
- Répertoire des citations (BCAAM)